# Мит за произход
Мит за произход е мит, поставящ си за цел да обясни възникването на дадено природно или социално явление. Например, митове за произход могат да описват произхода на даден ритуал или основаването на град, етногенезиса на даден народ, духовните корени на вярване, философия или идея. Космогоничните митове са митове за произход, обясняващи възникването на целия свят.